# Weiler (Rottenburg)
Weiler ist ein Stadtteil von Rottenburg am Neckar im Landkreis Tübingen in Baden-Württemberg (Deutschland).

## Geographie

### Geographische Lage

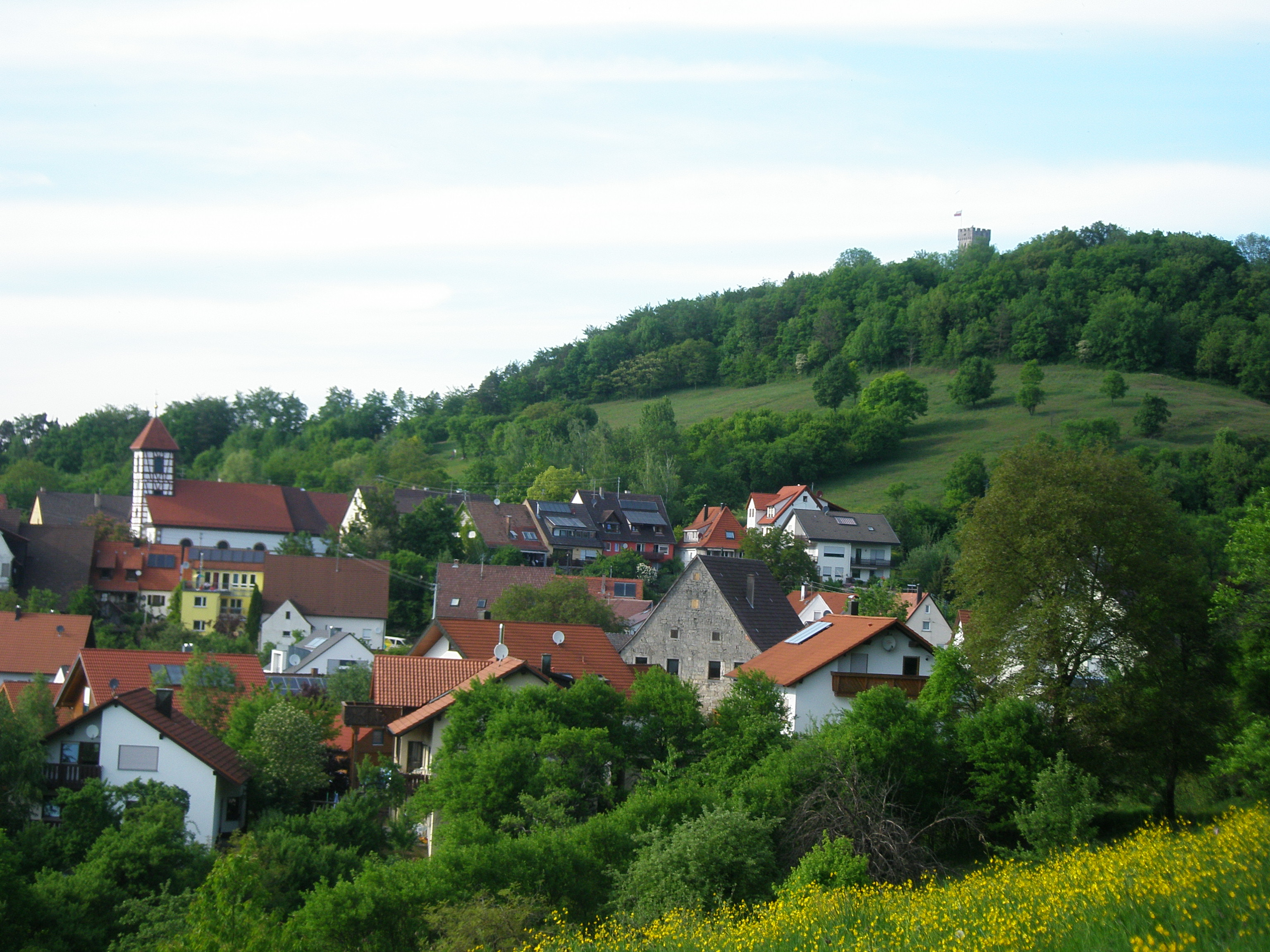
Alter Ortskern Weiler

Weiler liegt rund vier Kilometer südlich von Rottenburg auf der östlichen Gäuhochfläche in 373 bis 558 Meter Höhe. Im Osten befindet sich auf den Ausläufern des zum Rammert gehörenden Keuperhöhenzuges das 40,12 ha große Natur- und Landschaftsschutzgebiet Rappenberg.

### Ausdehnung
Die Gemarkungsfläche des Ortes beträgt 384 Hektar. Davon entfallen 53,3 % auf landwirtschaftliche Fläche, 35,5 % auf Waldfläche, 10,4 % auf Siedlungs- und Verkehrsfläche, 0,3 % auf Wasserfläche und 0,5 % auf die übrige Nutzung.

### Nachbarorte
Folgende Orte grenzen an Weiler, sie werden im Uhrzeigersinn, beginnend im Norden, genannt: Rottenburg, Dettingen und Bad Niedernau (alle gehören zum Landkreis Tübingen).

## Bevölkerung
Mit einer Einwohnerzahl von etwa 1070 gehört Weiler zu den mittelgroßen Stadtteilen Rottenburgs. Weiler hat in Relation zur Gemarkungsfläche von 3,84 km2 eine Bevölkerungsdichte von 280 Einwohnern pro Quadratkilometer.

## Geschichte

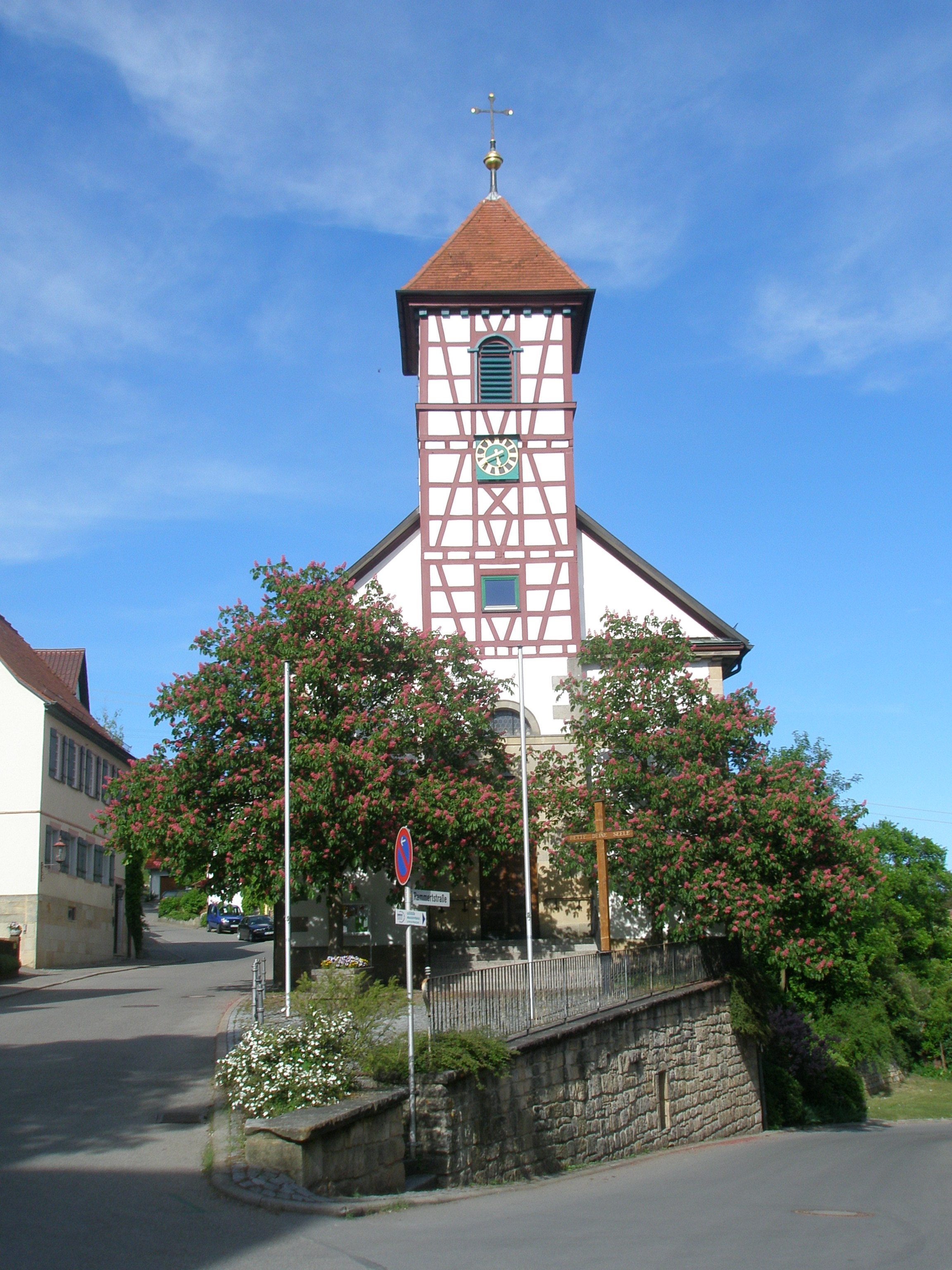
Katholische Kirche St. Wolfgang

Weiler wurde 1244 erstmals als Wilaere (damals Burgweiler) erwähnt und war zur Versorgung der Rotenburg (heute: Weilerburg) verantwortlich. Es gab häufigen Wassermangel und Trockenperioden, die dazu führten, dass Getreide nicht wuchs und Menschen Durst litten. Auf der Weiler Gemarkung befanden sich früher zwei Kapellen, St. Jodokus (1339) und St. Wolfgang (ca. 1450). Die St.-Jodokus-Kapelle war früher das eigentliche Gotteshaus der Ortschaft, obwohl die Kapelle sich drei Kilometer vom Dorf entfernt befand. Diese Kapelle wurde 1809 abgebrochen und die Fundamente fast vollständig entfernt. Heute erinnert nur noch ein Bildstock an die ehemalige Kapelle. Die Pfarrkirche St. Wolfgang wurde 1828 auf dem alten Standort der St.-Wolfgangs-Kapelle im Weinbrennerstil errichtet.
siehe auch Burgstall Rotenburg
Ab 1381 gehörte Weiler zu Vorderösterreich und ab dem Ende Vorderösterreichs zum Königreich Württemberg.
1884 ließ man unter Leitung von Karl von Ehmann eine Einzylinder-Kolbenpumpe mit Diesel-/Ölantrieb und ein Maschinenhaus bauen, das eines der ersten im Königreich Württemberg gewesen sein soll. Trotz dieser Wasserversorgung gab es in Weiler immer wieder Wassermangel und Probleme mit der Sauberkeit des Wassers, so dass das Gesundheitsamt im Weiler Rathaus Dauergast war. Seit 1849 besteht im alten Ortskern Weilers ein Backhaus mit Holzofen. Dort kann man zwei bis drei Mal in der Woche frisches Brot backen oder kaufen. Die beiden Weiler Gasthöfe haben schon lange geschlossen, so dass die Weiler Bürger darauf angewiesen sind, selbst Feste zu organisieren. Früher gab es in Weiler eine Schule, ein Lehrerwohnhaus, ein Kelter und ein Armenhaus. Rund um die heutige Weilerburg (früher Rotenburg) wurde bis zum Zweiten Weltkrieg Wein angebaut. Die Kelter wurde durch einen Bombeneinschlag 1945 stark zerstört und musste infolgedessen abgebrochen werden. Seit 2011 besteht im Winter in Weiler ein mobiler Nussknackerlift, der für Ski- und Snowboarder angeschafft wurde.
Seit dem 1. Dezember 1971 gehört Weiler zur großen Kreisstadt Rottenburg am Neckar.

## Kultur und Sehenswürdigkeiten

### Bauwerke
- Katzenbacher Ziegelhütte
- Weilerburg (Rottenburg)
- Pumphäusle (1884)
- Sieben-Täler-Höhle
- Skilift am Rappenberg

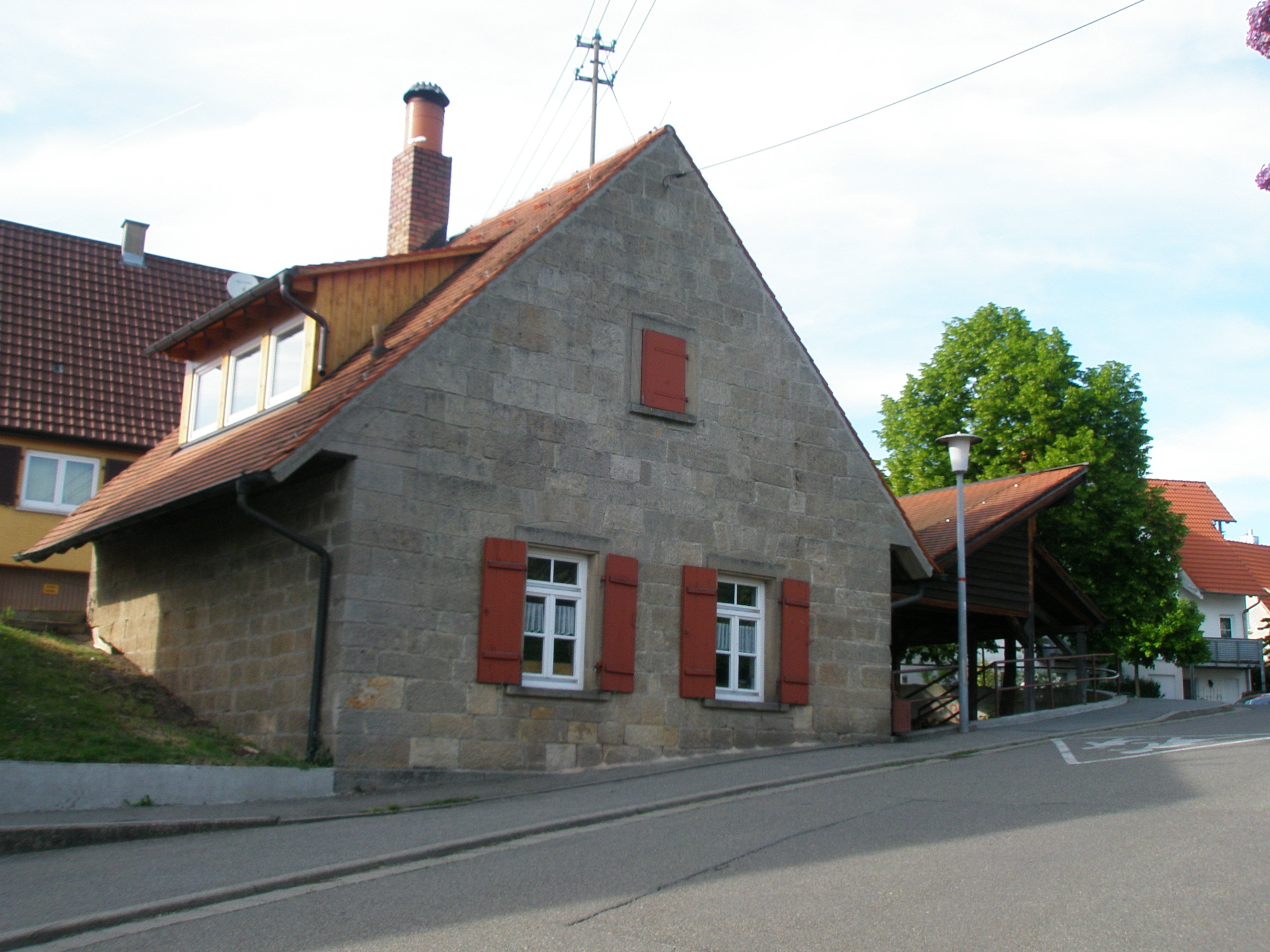
Backhaus Weiler
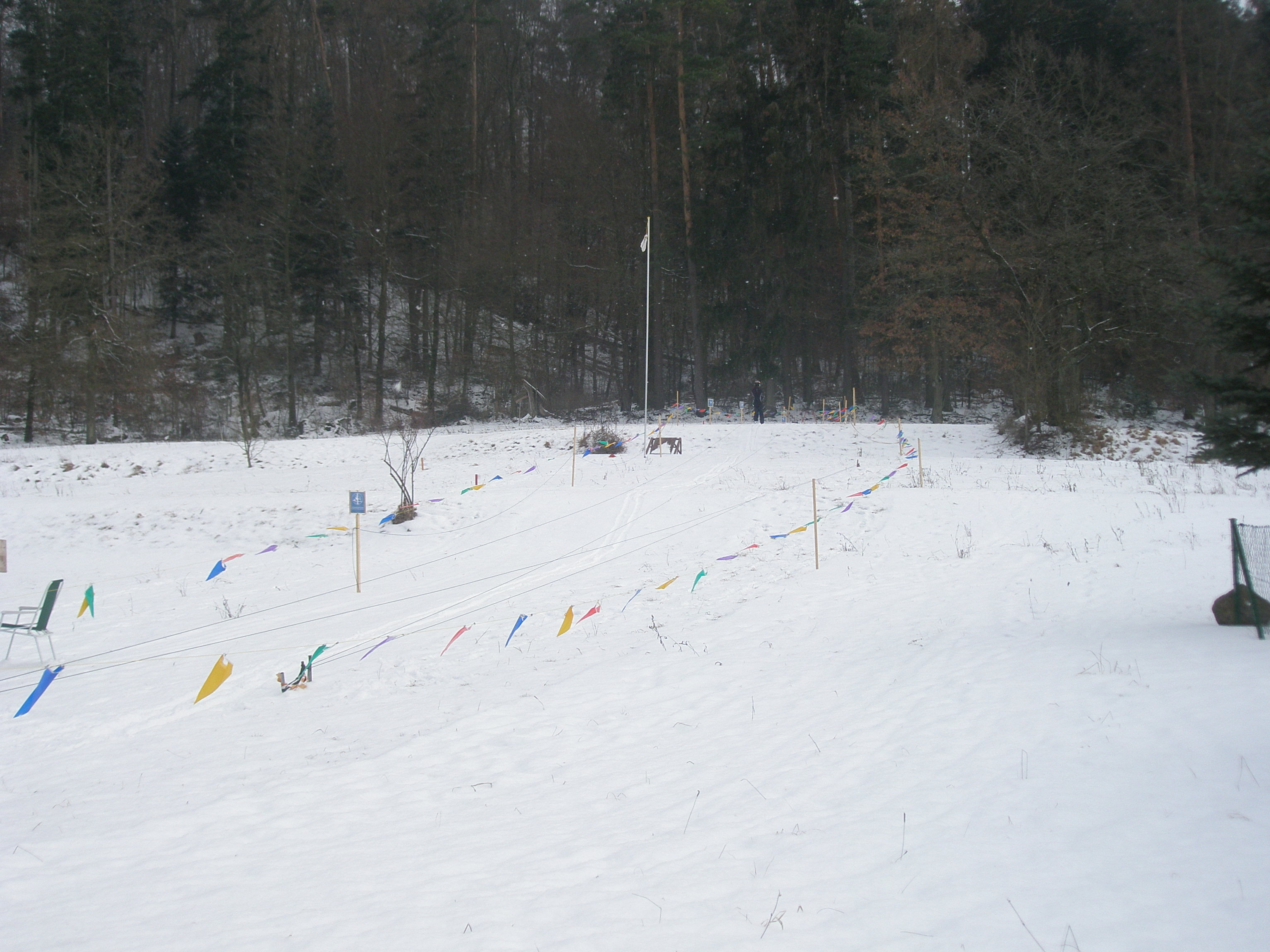
Skilift am Rappenberg
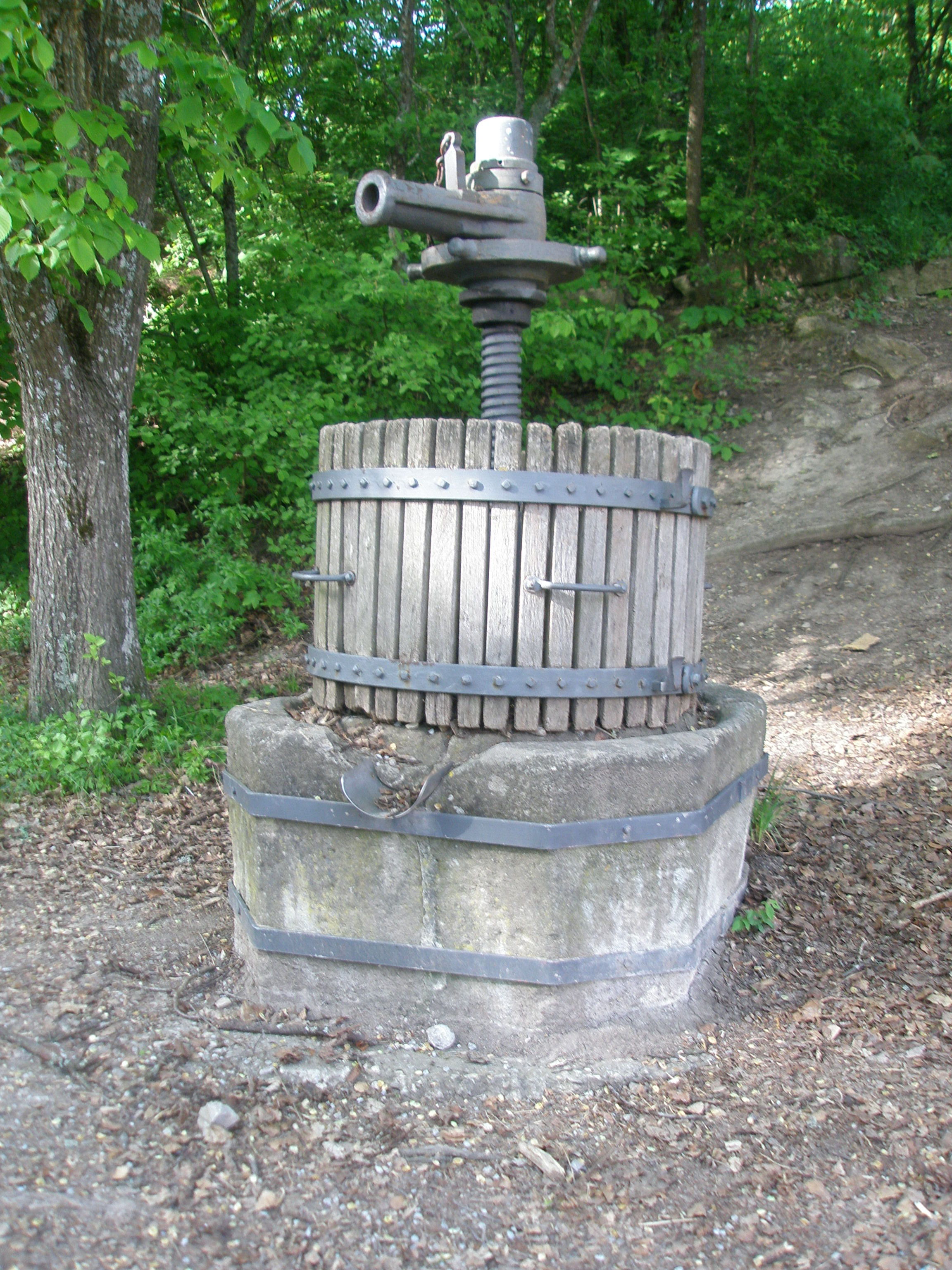
Weinpresse am Weiler Burgparkplatz
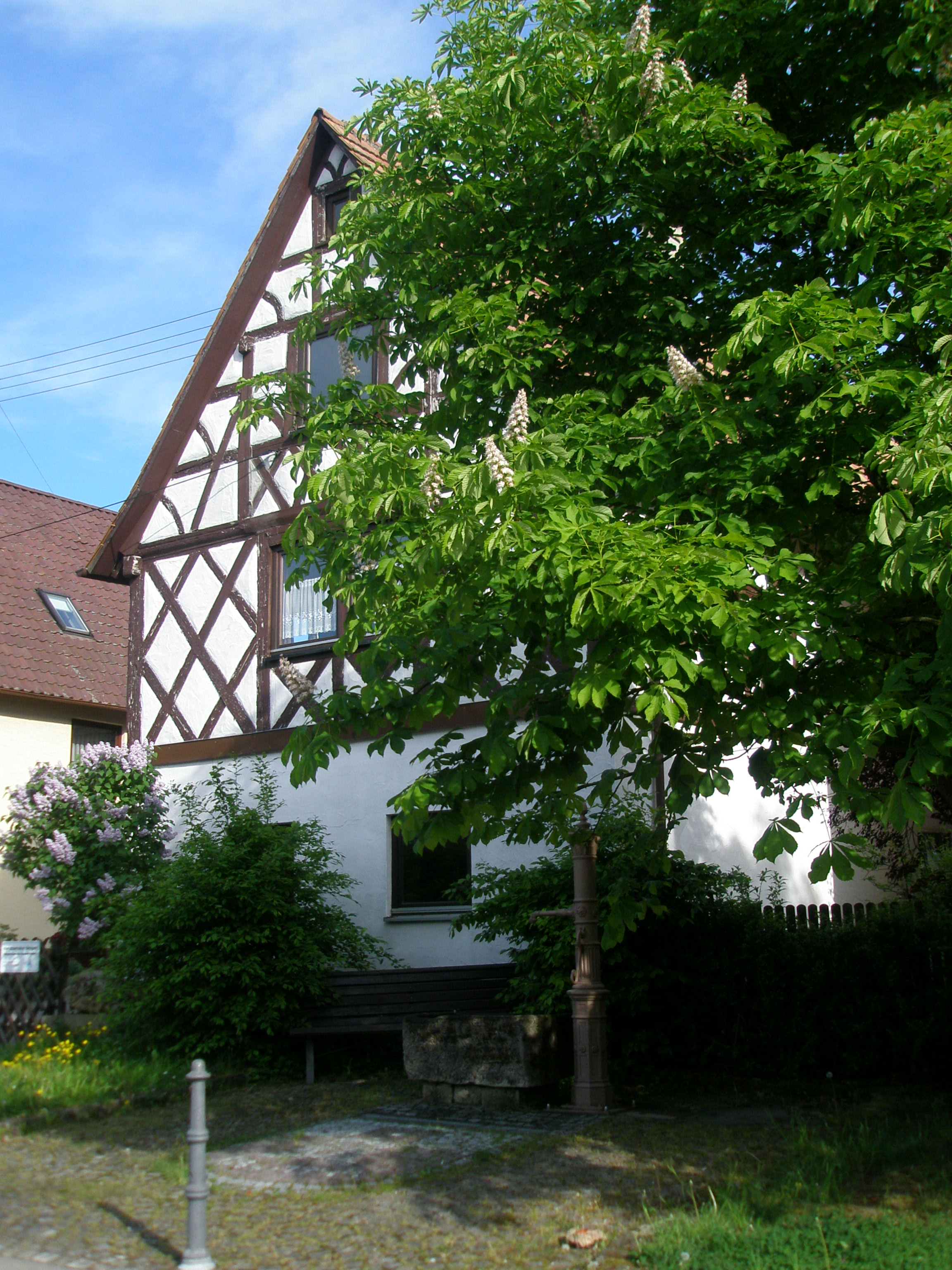
Fachwerkhaus und Brunnen

### Regelmäßige Veranstaltungen
- Backküche-Fest, Dorffest rund um die 1849 erbaute Backküche im alten Ortskern.
- Pumphäusle-Fest des Vogel- und Naturschutzvereins.
- Maifest

## Wirtschaft und Infrastruktur
Weiler liegt an der L 385 zwischen Rottenburg, Ofterdingen und Hirrlingen. Im Öffentlichen Personennahverkehr verkehren Busse der Linie 7623 zwischen Rottenburg und Hirrlingen. Der Ort liegt in der Wabe 112 des Verkehrsverbundes Neckar-Alb-Donau. Es sind vorwiegend Kleinbetriebe angesiedelt.